# 技术新闻学
技术新闻学（英語：Technology journalism）是新闻报道者准备文字，视觉上的或者听觉上的材料用来在公共传媒里传播有关科技话题的活动或是产品。技术新闻报道包括在非常广泛的一系列科技话题诸如通讯，互联网，社交媒体，IT产业，科学研究，机器人学以及数码世界的法律和政策上的诸如新闻，报告，分析等新闻种类的文章。科技新闻里的最常见的一类文章就是科技产品评估，在这类文章里新闻工作者会使用一个新的科技产品，然后给出他的意见以及为产品打分。